# 萬楚特

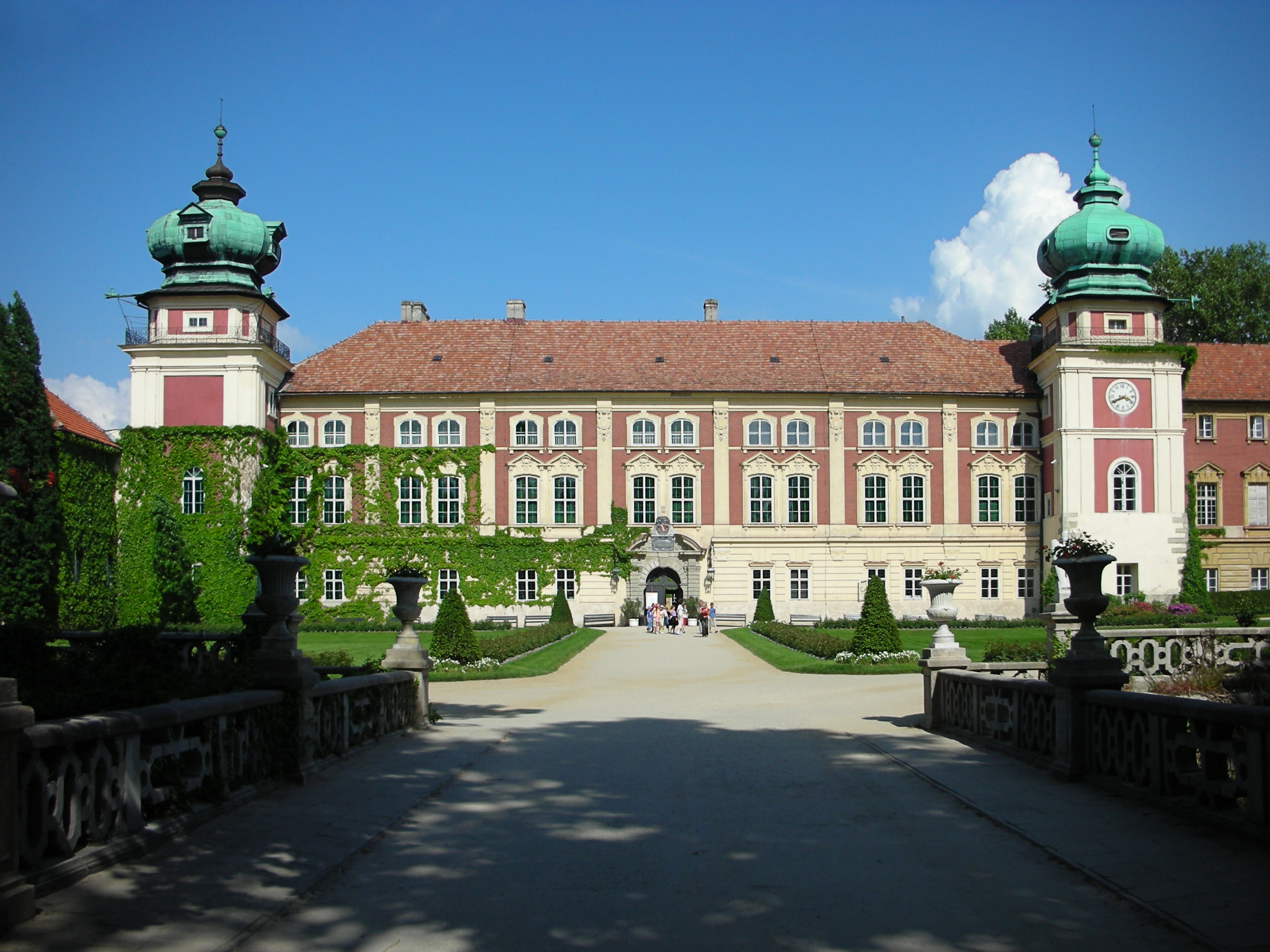

萬楚特（波蘭語：[ˈwaj̃t͡sut]）是波蘭的城鎮，位於該國東南部，由喀爾巴阡山省負責管轄，面積19.43平方公里，人類在該地區聚居的歷史可追溯至公元前4000年，2006年人口18,067。

## 外部連結
- City of Łańcut official website
- Official Łańcut Castle website （页面存档备份，存于）
- Łańcut County, Touristic Informant （页面存档备份，存于）

50°4′N 22°14′E / 50.067°N 22.233°E